# Schulverbund Melsungen
Der Schulverbund Melsungen ist ein Zusammenschluss von Gesamt- sowie weiterführenden Schulen im ehemaligen Landkreis Melsungen, seit 1974 Teil des Schwalm-Eder-Kreises in Nordhessen. 

## Gründung
Der Schulverbund Melsungen wurde am 25. September 1980 von den beteiligten Direktoren gegründet. 

## Ziele
Zum Ziel setzte man sich, den Übergang von Schülern aus den Gesamtschulen zu den weiterführenden Schulen problemloser zu gestalten. Man einigte sich auf eine enge Zusammenarbeit der Schulen untereinander auf den unterschiedlichsten Gebieten. Dazu gehört die gegenseitige Abordnung von Lehrkräften sowie eine intensive Absprache zu einzelnen Fächern. Durch Koordinationskonferenzen wird diese Arbeit regelmäßig abgestimmt. 

## Allgemeines
Der Schulverbund Melsungen ist der einzige noch verbliebene Schulverbund in Hessen. Die meisten Schulverbünde wurden aufgrund zu großen Konkurrenzdenkens zwischenzeitlich aufgelöst. Im Rahmen des Schulverbundes findet jährlich eine Fahrt nach Rom für die beteiligten Lateinklassen statt.
Leiter des Schulverbundes ist derzeit Oberstudiendirektor Dieter Vaupel, Schulleiter der Drei-Burgen-Schule Felsberg.

## Beteiligte Schulen
Aus Morschen:
- Georg-August-Zinn-Schule Morschen, Grundschule mit Förderstufe

Aus Spangenberg:
- Burgsitzschule Spangenberg, Kooperative Gesamtschule

Aus Felsberg:
- Drei-Burgen-Schule, Kooperative Gesamtschule

Aus Guxhagen:
- Gesamtschule Guxhagen, Kooperative Gesamtschule

Aus Melsungen:
- Radko-Stöckl-Schule, Berufliche Schule
- Geschwister-Scholl-Schule Melsungen, Oberstufengymnasium
- Gesamtschule Melsungen, Kooperative Gesamtschule